# НауРок
«НауРок» — сборник концертных записей песен «Наутилус Помпилиус» в исполнении группы «Ю-Питер», издан в 2014 году.

## Об альбоме
Материал для пластинки был записан группой в 2013 году на концертах, приуроченных к 30-летию «Наутилуса Помпилиуса». Все композиции представлены в новых аранжировках — соответствующих, по словам Вячеслава Бутусова, духу времени, современному восприятию музыки «Нау». Диск был выпущен под маркой независимого лейбла ООО «Первое музыкальное» 15 апреля 2014 года, через ресурс iTunes Store. В первую неделю после выхода занимал 7 место в альбомном Топ-10 российского чарта iTunes.

## Список композиций
| №   | Название                                                  | Оригинальный альбом | Длительность |
| --- | --------------------------------------------------------- | ------------------- | ------------ |
| 1.  | «Интро (Обращение Бутусова Вячеслава к зрительному залу)» | «НауРок»            | 0:17         |
| 2.  | «Одинокая птица»                                          | «Крылья»            | 4:48         |
| 3.  | «Отход на север»                                          | «Наугад»            | 3:37         |
| 4.  | «Всего лишь быть»                                         | «Разлука»           | 4:04         |
| 5.  | «Тутанхамон»                                              | «Титаник»           | 5:16         |
| 6.  | «Кто ещё»                                                 | «Крылья»            | 5:41         |
| 7.  | «Титаник»                                                 | «Титаник»           | 4:47         |
| 8.  | «Утро Полины»                                             | «Титаник»           | 5:45         |
| 9.  | «Хлоп Хлоп»                                               | «Разлука»           | 3:25         |
| 10. | «Скованные одной цепью»                                   | «Разлука»           | 5:06         |
| 11. | «Я хочу быть с тобой»                                     | «Князь тишины»      | 5:06         |
| 12. | «Битва с магнатом» (бонусный трек)                        | «Переезд»           | 3:21         |

Альбом содержит одну студийную запись – это новая версия песни «Битва с Магнатом», которая впервые вышла на альбоме «Переезд» в 1983 году.

## Критика
Критик ИА InterMedia Алексей Мажаев дал альбому среднюю оценку. По словам журналиста, «НауРок» можно воспринять как очередную отписку Бутусова, упорно желающего «похоронить» «Наутилус» и вместе с тем беспрестанно идущего на компромиссы с публикой, а можно и как альбом с подлинно новыми чувствами, пробивающимися сквозь маску равнодушия музыканта.